# Connecticut Sun 2023
La stagione 2023 delle Connecticut Sun fu la 25ª nella WNBA per la franchigia.
Le Connecticut Sun arrivarono seconde nella Eastern Conference con un record di 27-13. Nei play-off vinsero il primo turno con le Minnesota Lynx (2-1), perdendo poi la semifinale con le New York Liberty (3-1).

## Roster
| N° | Naz.                   | Ruolo | Sportivo            | Anno | Alt. | Peso |
| -- | ---------------------- | ----- | ------------------- | ---- | ---- | ---- |
| 2  | Stati Uniti (bandiera) | G     | Natisha Hiedeman    | 1997 | 1703 | 57   |
| 9  | Australia (bandiera)   | G     | Rebecca Allen       | 1992 | 188  | 73   |
| 10 | Stati Uniti (bandiera) | C     | Olivia Nelson-Ododa | 2000 | 196  | 78   |
| 14 | Stati Uniti (bandiera) | A     | Lauren Cox          | 1998 | 193  | 92   |
| 15 | Stati Uniti (bandiera) | G     | Tiffany Hayes       | 1989 | 178  | 70   |
| 21 | Stati Uniti (bandiera) | GA    | DiJonai Carrington  | 1998 | 180  | 79   |
| 22 | Stati Uniti (bandiera) | A     | Liz Dixon           | 2000 | 196  | 88   |
| 24 | Stati Uniti (bandiera) | GA    | DeWanna Bonner      | 1987 | 193  | 65   |
| 25 | Stati Uniti (bandiera) | A     | Alyssa Thomas       | 1992 | 188  | 84   |
| 32 | Stati Uniti (bandiera) | G     | Leigha Brown        | 2000 | 185  | 74   |
| 33 | Regno Unito (bandiera) | AC    | Kristine Anigwe     | 1997 | 193  | 90   |
| 42 | Stati Uniti (bandiera) | A     | Brionna Jones       | 1995 | 191  | 104  |
| 44 | Ungheria (bandiera)    | C     | Bernadett Határ     | 1994 | 208  | 94   |
| 52 | Stati Uniti (bandiera) | G     | Tyasha Harris       | 1998 | 178  | 68   |

## Staff tecnico
- Allenatore: Stephanie White
- Vice-allenatori: Abi Olajuwon, Briann January, Austin Kelly
- Preparatore atletico: Nicole Alexander
- Preparatore fisico: Analisse Rios